# Zeebrugge
Zeebrugge (französisch Zeebruges, deutsch Zeebrügge oder Seebrügge) ist eine Ortslage des Stadtteils Lissewege der Stadt Brügge an der Nordsee, Belgien, Provinz Westflandern. Zeebrugge hat 4301 Einwohner (2014).

## Geschichte

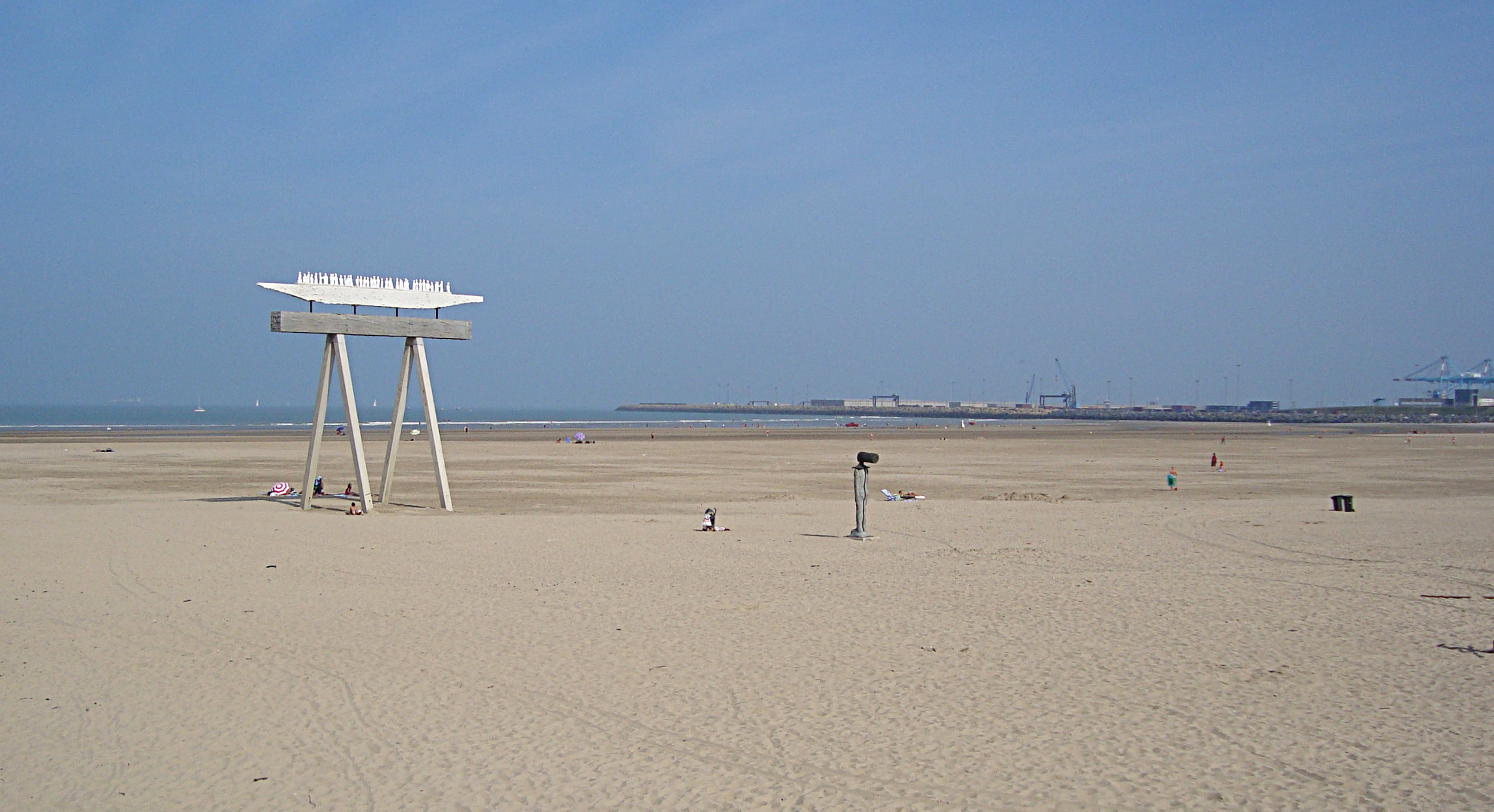
Am Strand von Zeebrugge

Zeebrugge entstand aus einem Fischerdorf an der Nordsee. 1134 riss eine Sturmflut eine Fahrrinne in die Meeresbucht Zwin, so dass die etwa 15 Kilometer weit im Hinterland liegende Stadt Brügge danach direkten Zugang zur Nordsee hatte. Die Zwin-Zufahrt versandete jedoch ab dem 15. Jahrhundert zusehends und konnte auch mit wasserbaulichen Maßnahmen nicht wiederhergestellt werden.
Etwa um 1870 war Brügge wieder völlig von Landmassen umschlossen. Die in der Stadt entstehende Industrie forderte jedoch zunehmend eine Wiederherstellung der ehemals vorhandenen direkten Anbindung an die Nordsee, um insbesondere den Handel mit England effektiver abwickeln zu können. Ab 1892 begann deshalb der Ausbau des neuen Überseehafens Zeebrugge. Der erste Hafenkomplex wurde 1907 vom belgischen König Leopold II. eingeweiht.

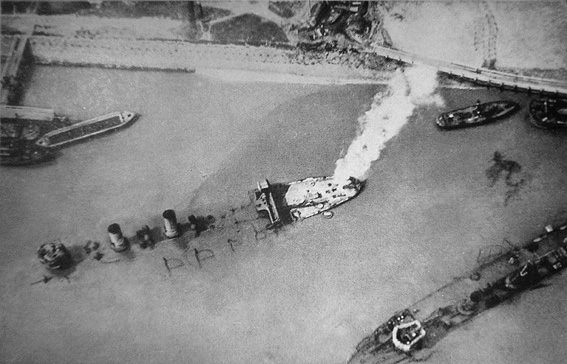
Wracks der britischen Kreuzer nach dem Angriff auf Zeebrugge, April 1918

Während des Ersten Weltkriegs wurde Zeebrugge vom Deutschen Reich besetzt und als U-Boot- und Seeflugzeug-Basis genutzt. Deswegen planten die Briten 1917 während der Dritten Flandernschlacht einen Vorstoß in Richtung Zeebrugge, der jedoch scheiterte. Am 23. April 1918 unternahm die Royal Navy mit dem Überfall auf Seebrügge und Ostende einen erfolglosen Angriff auf die Marinebasis, die ihnen im Gegenteil hohe Verluste bescherte. Die Briten feierten die Aktion dennoch als Erfolg, weil ihre versenkten Landungsschiffe zeitweilig die Hafenausfahrt blockierten. Im Oktober 1918 war Zeebrugge erneut heftig umkämpft.
Öffentliche Aufmerksamkeit erlangte Zeebrugge durch das Kentern und den folgenden Untergang der RoRo-Fähre Herald of Free Enterprise am 6. März 1987, bei der 193 Menschen starben. Durch eine nicht sorgfältig geschlossene Bugklappe konnte Wasser eindringen, wodurch das Schiff kurz nach dem Auslaufen kenterte.

## Beschreibung
In Zeebrugge selbst gibt es drei Viertel: das Zentrum, das Bahnhofsviertel und das Strandviertel. Im Zentrum befindet sich ein großer Yachthafen. Das Strandviertel wird auch „Bad Zeebrugge“ genannt.
In Zeebrugge liegt der größte Teil des Hafens von Brügge-Zeebrugge, der zweitgrößte Seehafen (nach dem Hafen von Antwerpen) Belgiens. Der Zusammenschluss dieser beiden Häfen bildet einen der bedeutendsten Seehäfen auf der Westseite des europäischen Kontinents, Antwerpen für Container- und Zeebrugge für Kfz- und LNG-Umschlag.

## Verkehr

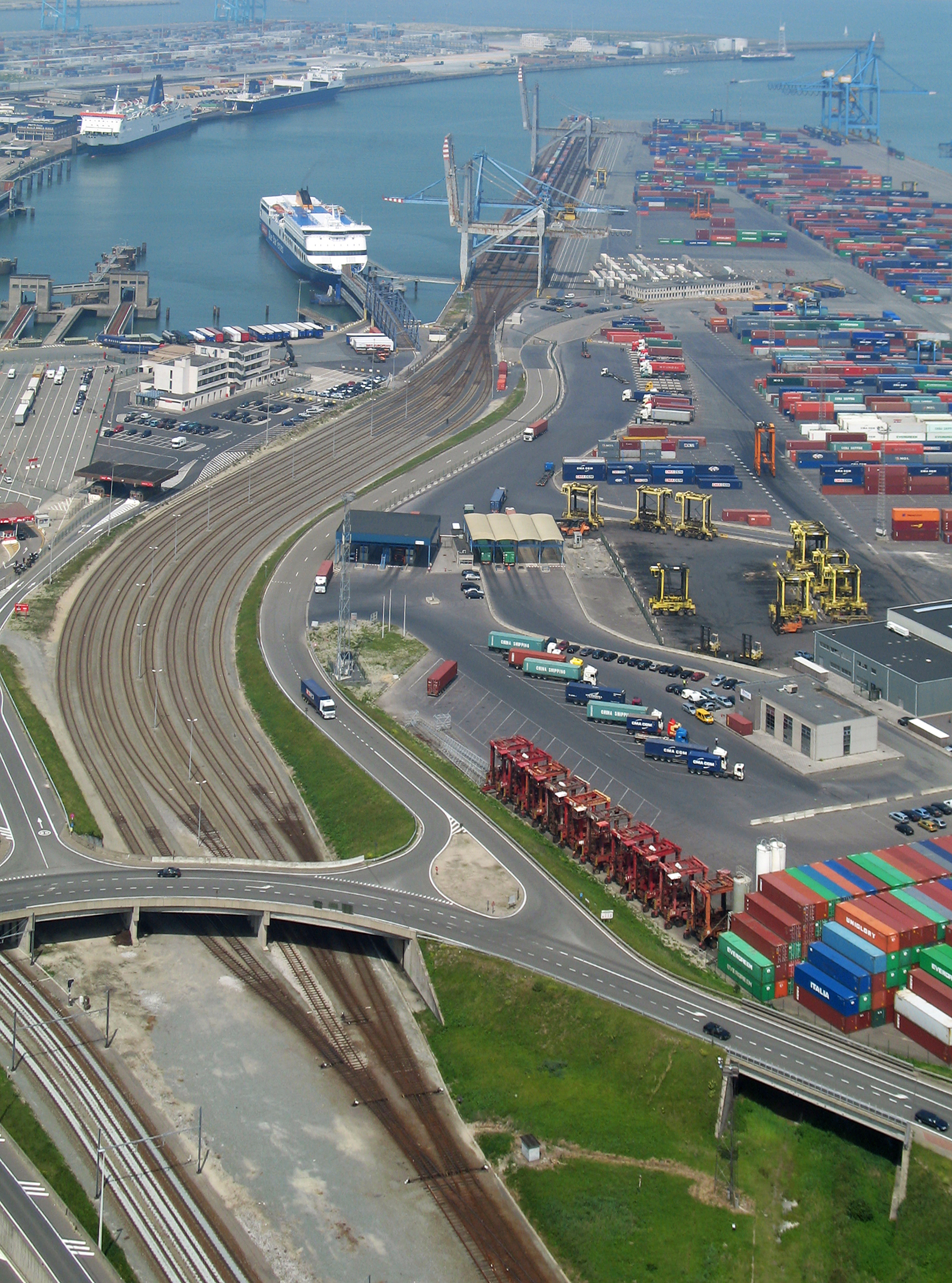
Fähre und Eisenbahnanbindung am „Westhoofd“ im Hafen

Zeebrugge ist aufgrund seiner geografischen Lage ein Verkehrskreuz für Verkehr aller Art und aus allen Richtungen.

### Straßenverkehr
Über die (Schnellstraße) N 31 ist Zeebrugge über Brügge mit den Autobahnen E 40 und E 403 verbunden, und über den N 34 mit der Autobahn E 34.

### Eisenbahnverkehr
Zeebrugge ist mit Brügge durch eine Eisenbahnstrecke verbunden, die insbesondere den Hafen anbindet. Personenverkehr gibt es werktags vom Bahnhof Zeebrugge-Dorp (stündlich), der am Wochenende, aber in der Sommerzeit (Juli und August) täglich, zur Station Zeebrugge-Strand geführt wird und während dieser Zeit Zeebrugge-Dorp nicht bedient.

### Öffentlicher Verkehr
Die Kusttram bildet als Überlandstraßenbahn den ÖPNV-Anschluss und gewährleistet die Verbindung mit allen Orten entlang der gesamten belgischen Küste.

### Hafen

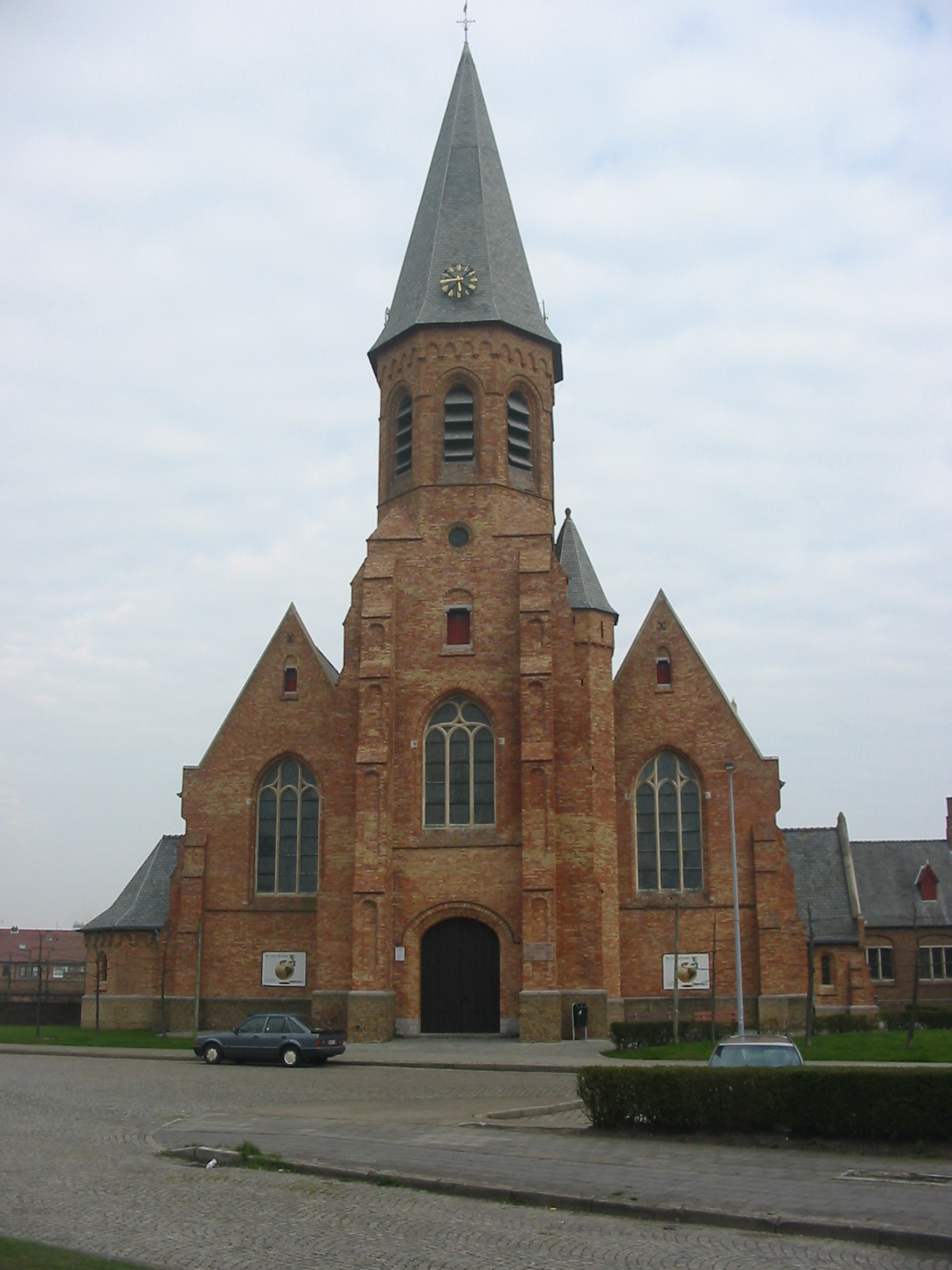
Kirche in Zeebrugge

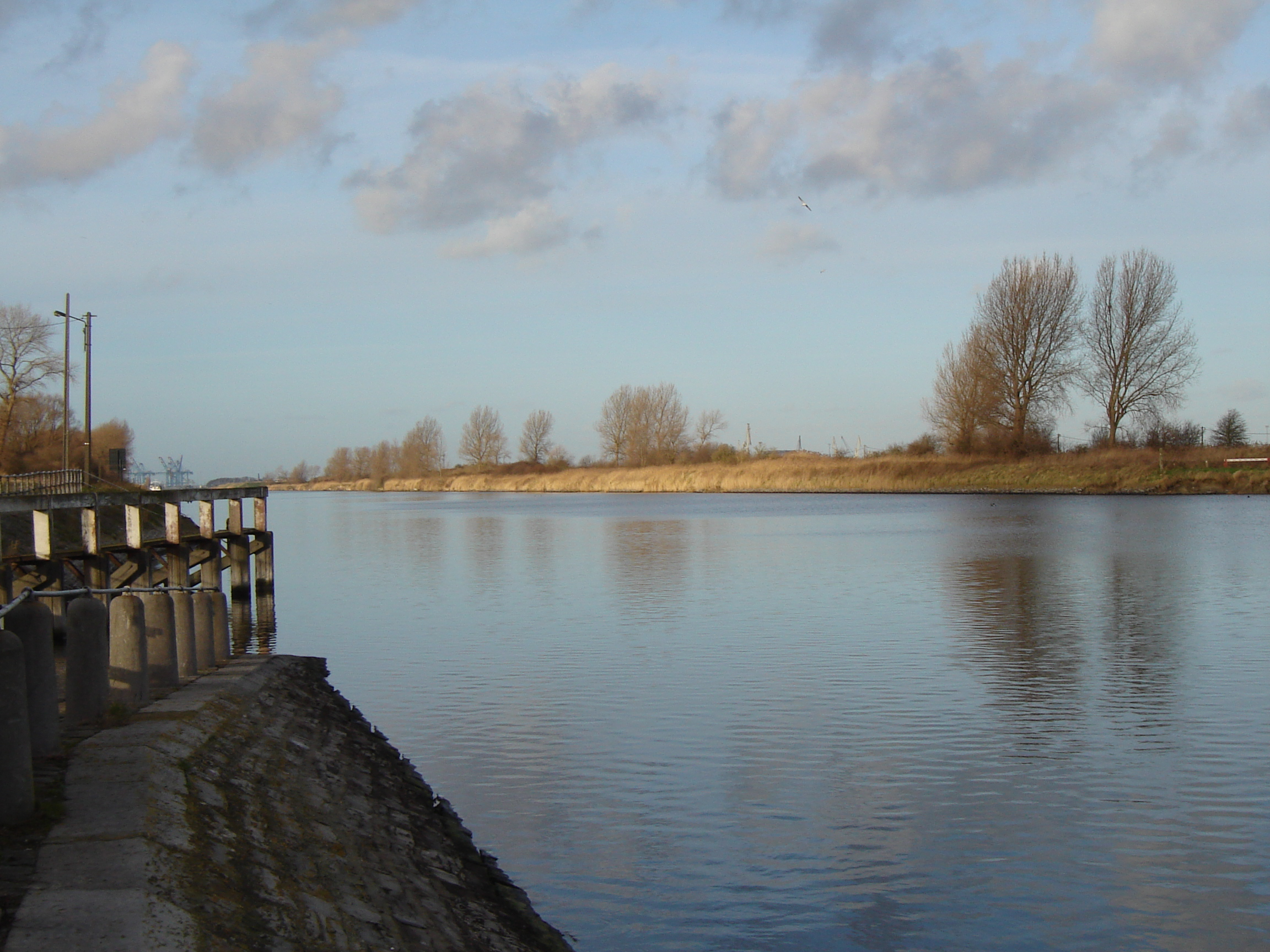
Boudewijnkanaal

Der Hafen Zeebrugge ist nach dem Hafen von Antwerpen der zweitgrößte Hafen in Belgien (Umschlag 2020: 47 Millionen t Güter; 2019: 45,8 Mio. t; 2016: 37,8 Mio. t; 2015: 38,3 Mio. t). Er ist einer der bedeutendsten Umschlaghäfen für Neufahrzeuge in Europa, die mit RoRo-Schiffen (Autotransporter) an- bzw. abtransportiert werden. Im Jahr 2019 wurden mehr als 2,96 Millionen Fahrzeuge aller Art umgeschlagen, 2016 waren es 2,77 Mio. Bereits 2015 wurden mit rund 2,42 Mio. Kraftfahrzeugen 10,3 % mehr Kfz umgeschlagen als 2014.
Neben dem Container-Umschlag gibt es hier bereits seit 1988 ein Flüssigerdgasterminal, dessen Lagerkapazität 2016 von vier Lagertanks (3 × 80.000 m³, 1 × 140.000 m³) um einen fünften mit einem Fassungsvermögen von 180.000 m³ erweitert wurde. Im Jahr 2020 wurden rund elf Millionen t LNG umgeschlagen.
2015 wurden im Hafen Zeebrugge 6,7 Mio. t Flüssiggüter (+2,9 %), 1,3 Mio. t feste Massengüter (+6,3 %), 13,4 Mio. t RoRo-Ladung (+3,1 %) umgeschlagen, dagegen gab es einen Rückgang beim konventionellen Stückgut-Umschlag (−1,6 %). Im Jahr 2016 stieg der RoRo-Umschlag auf 14,3 Mio. t (+6,7 %), hauptsächlich im Verkehr mit Großbritannien. Nach einem Rückgang des Container-Umschlags (2015: 1,57 Mio. TEU, 2016: 1,4 Mio. TEU) nimmt er seit 2017 um etwa 0,1 Mio. TEU jährlich zu (2019: 1,7 Mio. TEU).

## Bauwerke und Sehenswürdigkeiten
- Kirche Sint-Donaas (St. Donatius, katholisch), erbaut 1910/11 im neugotischen Stil, mit angrenzendem Soldatenfriedhof für 175 deutsche und 30 britische im Ersten Weltkrieg gefallene Soldaten.[12]
- Boudewijnkanaal, ein zwölf Kilometer langer, für Seeschiffe befahrbarer Kanal zwischen Brügge und Zeebrugge, der 1896–1905 angelegt wurde
- Leuchtturm[2]
- ein Nachbarschafts-Haus[13]
- Seafront, ein Maritim-Themenpark[14]